# Artur Becker (Politiker)

40+10 Pfennig-Sondermarke der DDR-Post 1966 mit Artur Becker als Spanienkämpfer

Artur Becker (* 12. Mai 1905 in Remscheid; † 16. Mai 1938 in Burgos, Spanien) war ein Funktionär des Kommunistischen Jugendverbandes Deutschlands (KJVD), Reichstagsabgeordneter und Kämpfer im Spanischen Bürgerkrieg.

## Leben
Nach der Volksschule in Remscheid lernte Becker das Schlosser- und Dreherhandwerk. Als Jugendlicher trat er 1919 der Freien Sozialistischen Jugend, 1920 dem Kommunistischen Jugendverband (KJVD) und 1922 der Kommunistischen Partei Deutschlands (KPD) bei.
In der Zeit der Besetzung des Ruhrgebietes 1923 war er am aktiven Widerstand beteiligt.
Seit 1926 war er als Politiker tätig, zunächst als Leiter der kommunistischen Jugend am Niederrhein von 1926 bis 1928, ab 1928 als Mitglied des Exekutivkomitees der Kommunistischen Jugendinternationale und 1931 bis 1932 als Vorsitzender des Zentralkomitees des KJVD. 1930 wurde er über den Reichswahlvorschlag der KPD in den Reichstag gewählt und jüngstes Mitglied des Hauses. Bei den Reichstagswahlen im Juli und November 1932 sowie im März 1933 wurde er jeweils als einer der Abgeordneten des Wahlkreises 23 (Düsseldorf-West) gewählt. Da die Mandate der KPD im 1933 gewählten Parlament noch vor der konstituierenden Sitzung annulliert wurden, gehörte Becker dem Reichstag von Oktober 1930 bis Januar 1933 an.
Als politischer Gegner der Nationalsozialisten war er 1933 zur Emigration gezwungen und floh nach Moskau.
Später organisierte er den Kampf für die Spanische Republik. Ab August 1937 nahm er an den bewaffneten Kämpfen teil, ab Frühjahr 1938 als Politkommissar des Thälmann-Bataillons der Internationalen Brigaden.
Am 13. April 1938 geriet er schwer verwundet in franquistische Gefangenschaft. Er soll nach mehrwöchigen Verhören am 16. Mai 1938 in einem Gefängnis von Burgos erschossen worden sein. Nach einem Bericht der Gestapo vom August 1939 befanden sich Beamte der Gestapo in Spanien, die Gefangene vernahmen und auch versuchten, Becker zu finden.

## Ehrungen
Nach dem Ende des Nationalsozialismus erfuhr Artur Becker in der DDR umfassende Ehrungen. Nach ihm wurden Straßen, Schulen und Industrieanlagen, zum Beispiel das Jugendkraftwerk „Artur Becker“ Trattendorf, und die Offiziershochschule des Ministeriums des Innern benannt. Die Jugendorganisation Freie Deutsche Jugend verlieh seit 1960 die Artur-Becker-Medaille in Gold, Silber und Bronze für hervorragende Leistungen im sozialistischen Jugendverband – jeweils verbunden mit einer Geldprämie.
Das ehemalige GST-Taucherausbildungsschiff „Artur Becker“ erinnerte an ihn. 1990 ging die „Artur Becker“ in die Trägerschaft der Hansestadt Greifswald über. 1992 überließ die Stadt das Schiff dem Tauchsportclub Greifswald zur Nutzung. Es war noch bis 2010 im Einsatz, wurde anschließend nach Dänemark verkauft und dort 2012 verschrottet.
Die ehemalige Betriebsschule der Volkswerft Stralsund war nach Becker benannt.
Ein Torpedoschnellboot der DDR-Volksmarine und die Kaserne des 8. Panzerregiments der NVA waren ebenfalls nach Artur Becker benannt.
Nach dem Ende der DDR wurden nach Artur Becker benannte Objekte und Straßen weitgehend umbenannt. Die Artur-Becker-Straße in Berlin-Prenzlauer Berg erhielt im November 1995 ihren alten Namen Kniprodestraße zurück. In der sächsischen Stadt Delitzsch besteht noch die Artur-Becker-Oberschule. Auch in Fürstenwalde ist noch eine Straße nach ihm benannt, ebenso in Rostock, Neuruppin, Jena, Spremberg, Spreenhagen und Strausberg. In Eisenach war eine Jugendherberge nach ihm benannt. In Bad Lobenstein trug die Erweiterte Oberschule seinen Namen, bevor die Umbenennung 1994 in Christian-Gottlieb-Reichard-Gymnasium erfolgte.
In Remscheid (Nordrhein-Westfalen) befindet sich eine Begegnungsstätte mit dem Namen „Artur Becker Centrum“, die von einem Verein betrieben wird. Hier wurde ein Stolperstein zu seinem Gedenken verlegt.
In Berlin (Scheidemannstraße/Platz der Republik, Nähe Reichstag) erinnert seit 1992 eine der 96 Gedenktafeln für die vom NS-Regime ermordeten Reichstagsabgeordneten an Artur Becker. Im September 2021 wurde an Beckers ehemaligem Wohnhaus in der Schlichtallee 1 in Berlin-Rummelsburg eine Gedenktafel enthüllt.

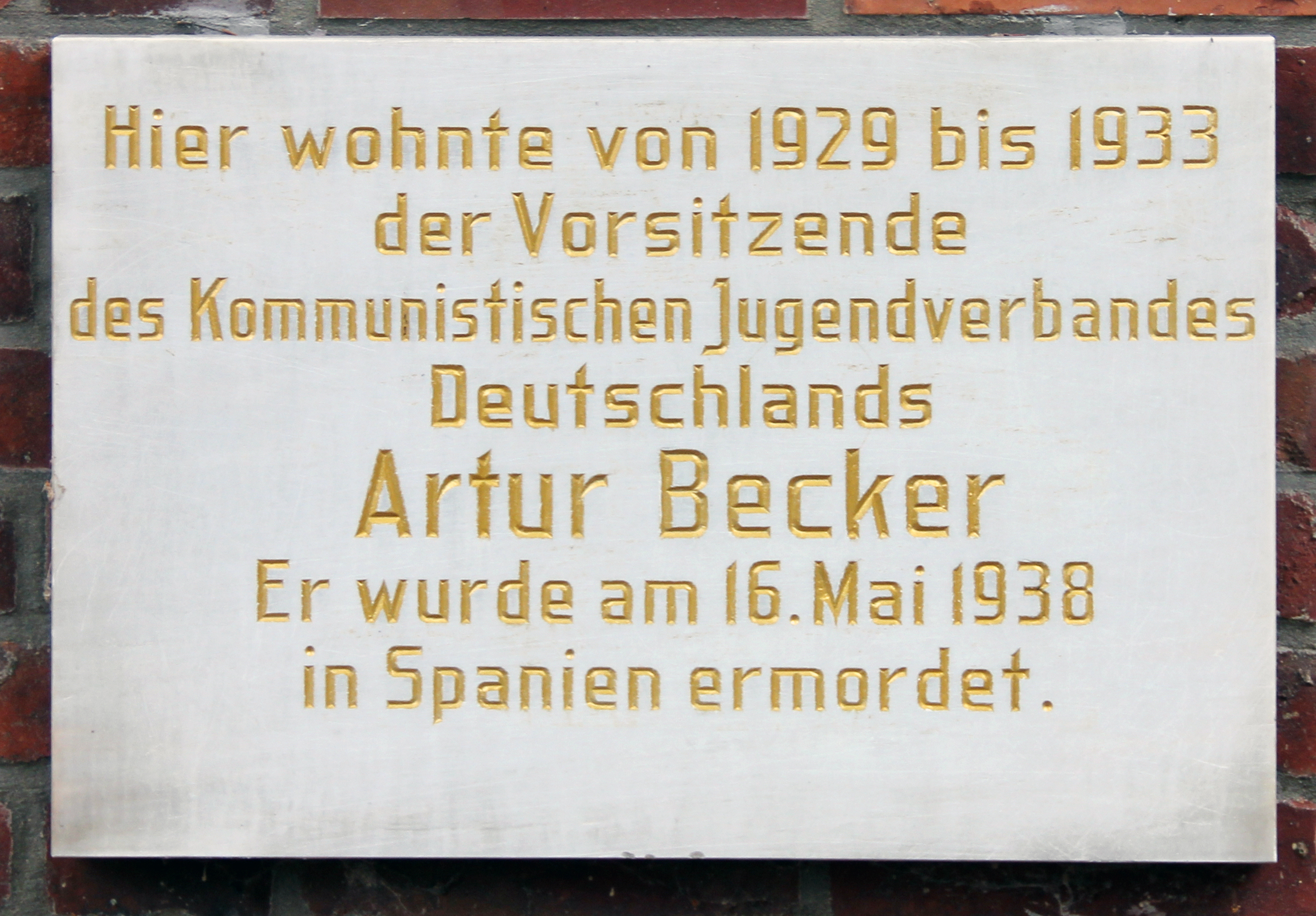
Gedenktafel am Haus, Dingelstädter Straße 48a, in Berlin-Alt-Hohenschönhausen
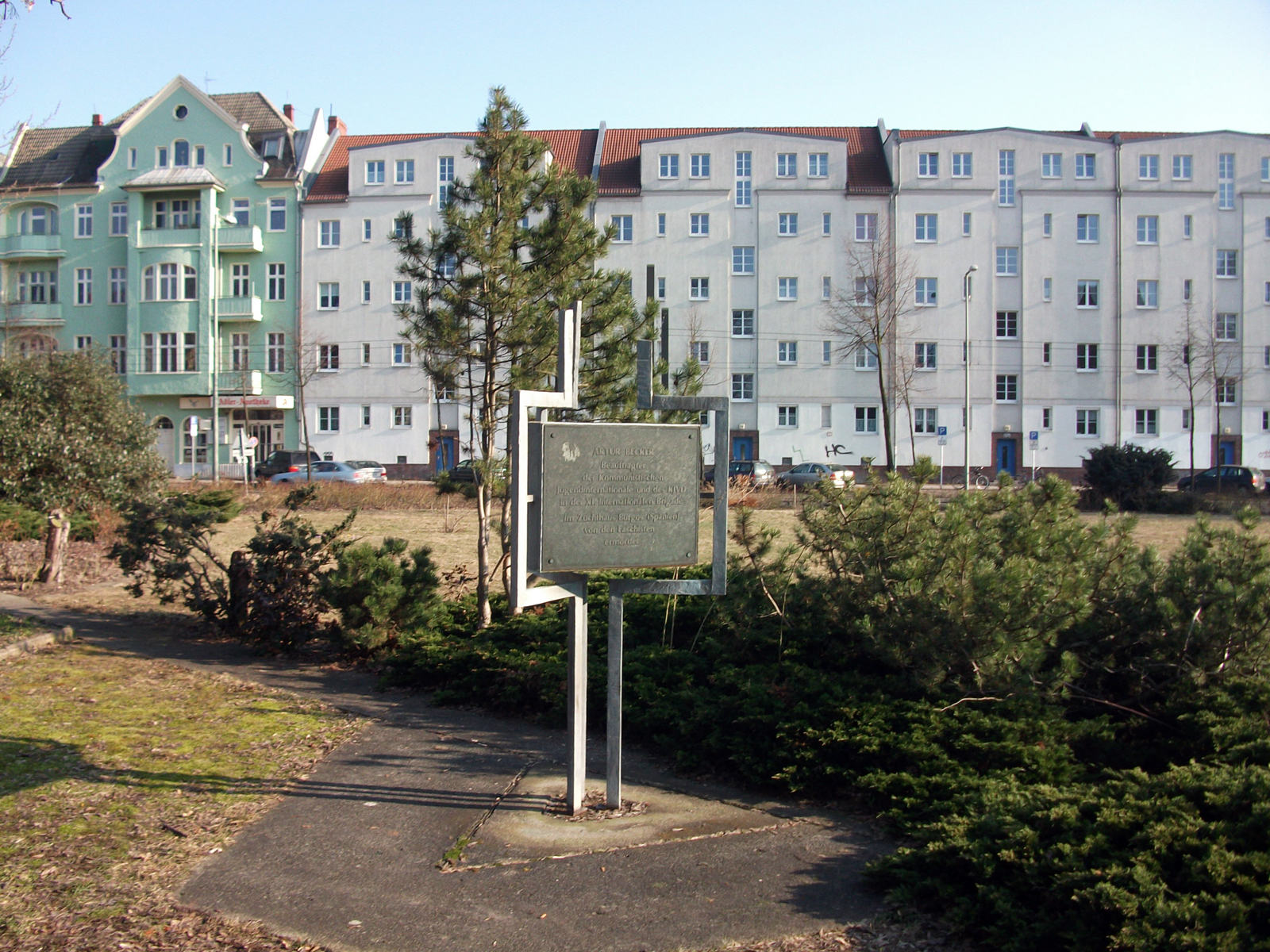
Gedenkstele für Artur Becker, der zwischen 1929 und 1933 in Berlin-Alt-Hohenschönhausen wohnte
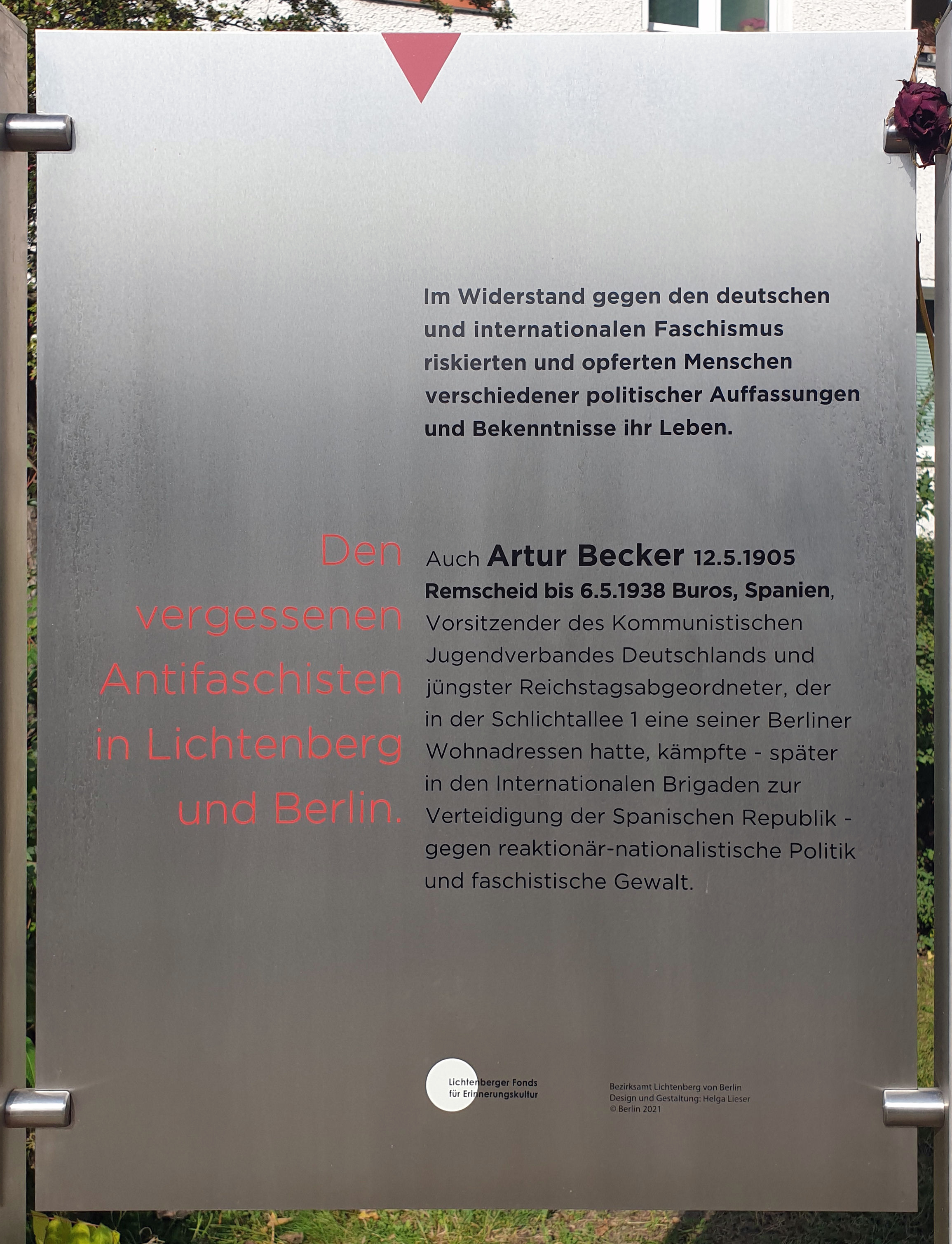
Gedenktafel am ehemaligen Wohnhaus, Schlichtallee 1, in Berlin-Rummelsburg
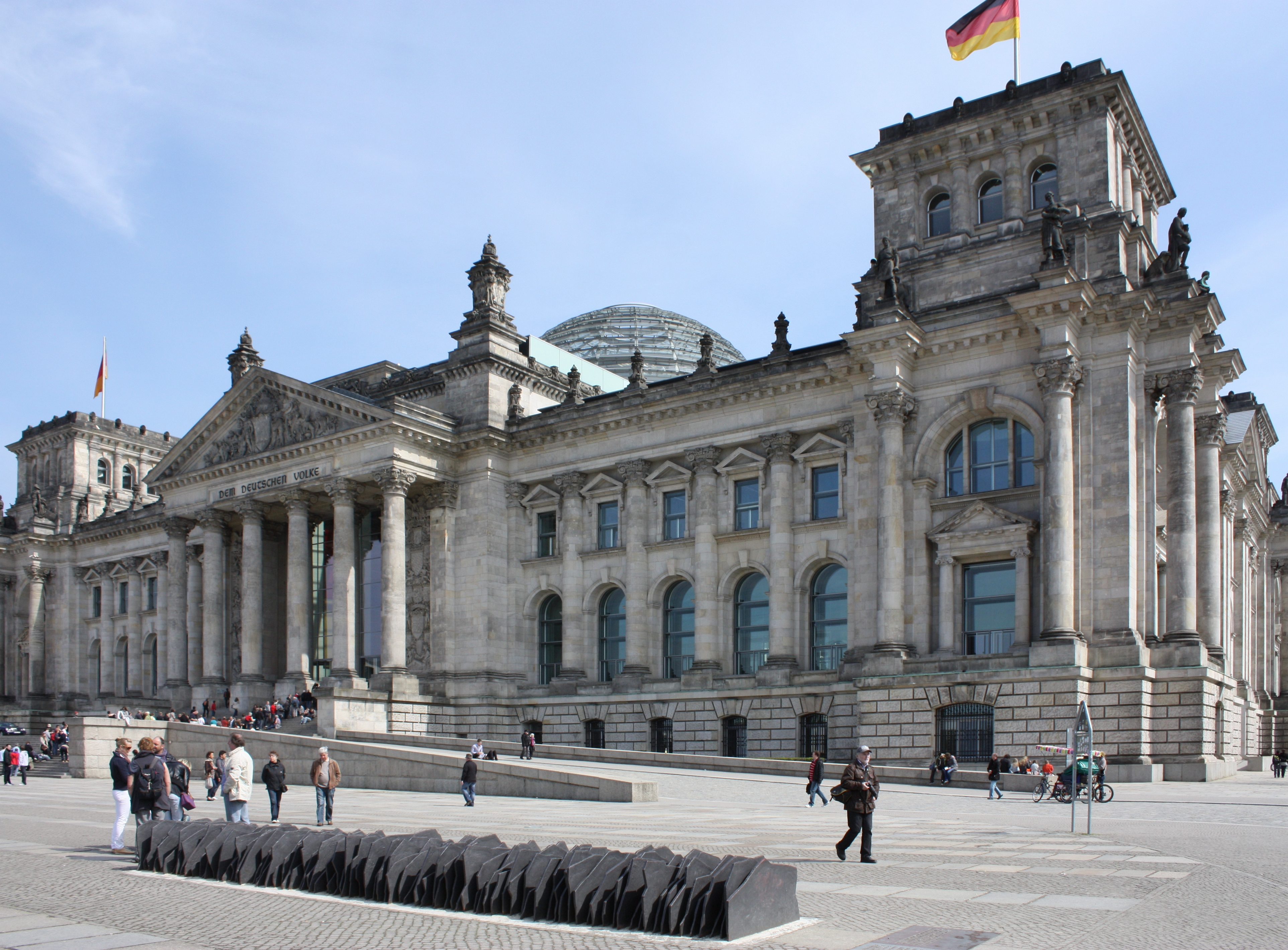
Gedenktafeln am Reichstag
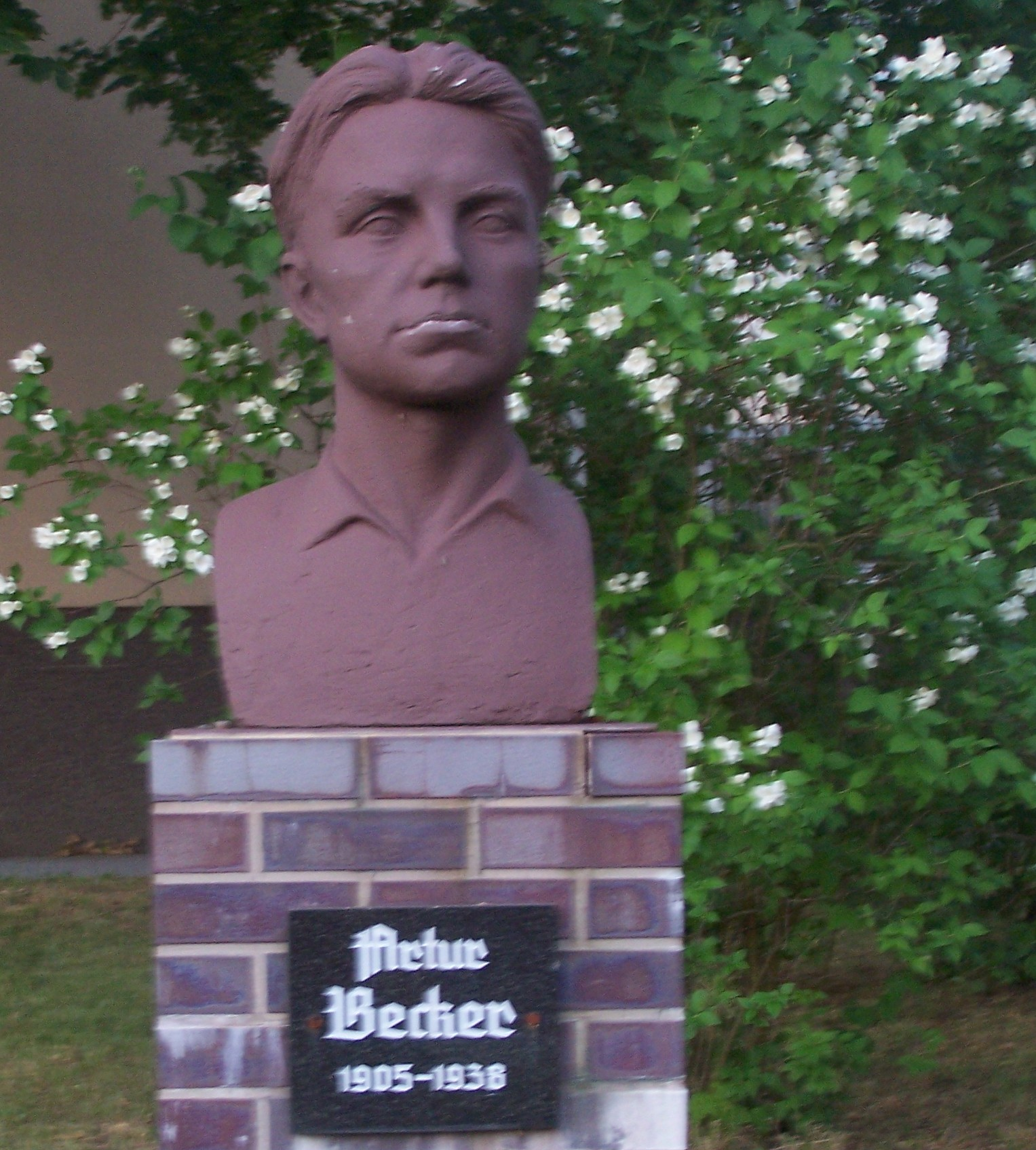
Büste Artur Beckers in der ehemaligen Gedenkstätte Trattendorf
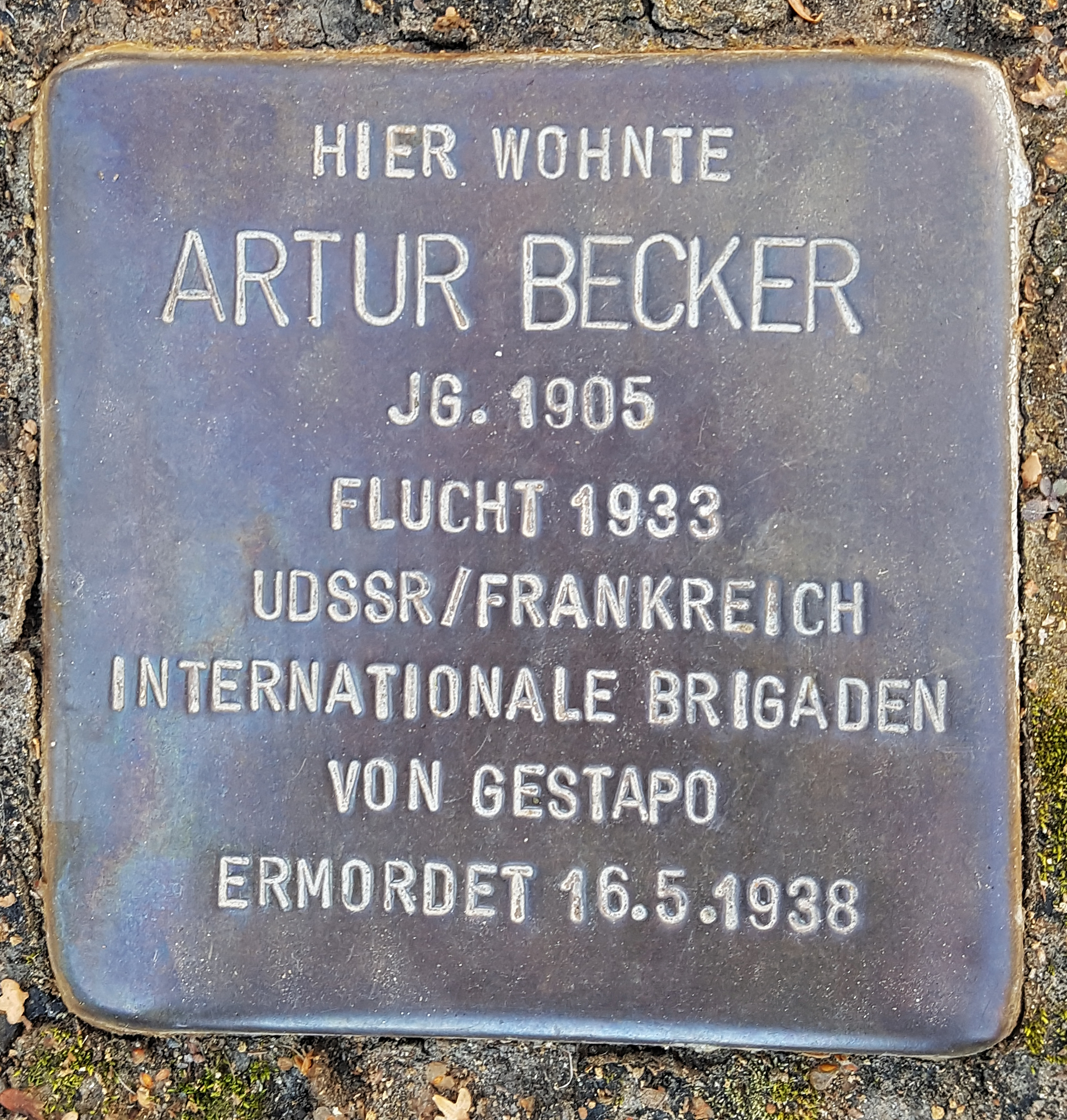
Stolperstein Artur Becker in Remscheid

### Weitere Darstellung Beckers in der bildenden Kunst der DDR
- Lieselotte Klepper-Purjahn: Porträtstudie Artur Becker (Öl auf Hartfaser; 90 × 69 cm; Kunstarchiv Beeskow)

## Film
- Artur Becker: Lebensbild eines jungen Patrioten, Regie: Rudi Kurz, DDR 1971.